# Пальмитоилэтаноламид
Пальмитоилэтаноламид (ПЭА) — это амид жирной кислоты, который известен с 1957 года как пищевой компонент с противовоспалительными свойствами. Предполагается, что основной мишенью ПЭА является пролифератор пероксисом -активированный рецептор альфа (PPAR-α). ПЭА также имеет сродство к каннабиноидоподобным G-связанным рецепторам GPR55 и GPR119. ПЭА синтезируется различными типами клеток животных, а также присутствует в растениях. Он был выделен из фосфолипидной фракции яичного желтка, из арахисовой муки, а также из соевого лецитина. Роль липидных амидов, в том числе ПЭА, в подавлении активации тучных клеток была продемонстрирована в основополагающей работе лауреата Нобелевской премии Риты Леви-Монтальчини и с тех пор была подтверждена целым рядом доказательств. ПЭА обладает множеством свойств, например нейропротекторным, противовоспалительным, противосудорожным, обезболивающим свойствами, что позволяет использовать его в качестве профилактической и терапевтической добавки. В частности для профилактики и как вспомогательное средство при гриппе и простуде, от мигрени, различных болей, профилактики атеросклероза и болезни Альцгеймера.
Способность ПЭА противостоять боли и воспалению очевидно связана с его сходством с эндогенным каннабиноидом анандамидом.
Показано, что ПЭА значительно ослабляет степень кишечного повреждения и воспаления и ингибирует продукцию провоспалительных цитокинов (TNF-α, IL-1β) и экспрессию NF-κB.
В 1970-е годы производитель лекарств Spofa в Чехословакии выпускал, таблетированную дозу ПЭА под торговым названием Импульсин, для лечения и профилактики гриппа и других респираторных инфекций у школьников. В апреле 2021 года китайский производитель фармацевтических препаратов Cofttek начал массовое производство ПЭА.  Предложено использовать ультрамикронизированный ПЭА в качестве адъювантной терапии при инфекции SARS-CoV-2.
Интересно отметить, что ингибиторы фермента амид гидролазы жирных кислот, разрушающего амиды жирных кислот, в том числе и ПЭА, также способны бороться с процессами воспаления, однако ни один из них пока не принят к производству фармакологическими компаниями.